# Діжир
Діжир (рум. Dijir) — село у повіті Біхор в Румунії. Входить до складу комуни Абрам.
Село розташоване на відстані 428 км на північний захід від Бухареста, 51 км на північний схід від Ораді, 107 км на північний захід від Клуж-Напоки.

## Населення
За даними перепису населення 2002 року у селі проживали 344 особи. Рідною мовою 342 особи (99,4%) назвали румунську.
Національний склад населення села:
| Національність | Кількість осіб | Відсоток |
| -------------- | -------------- | -------- |
| румуни         | 266            | 77,3%    |
| цигани         | 76             | 22,1%    |